# Rinorea ledermannii
Rinorea ledermannii är en violväxtart som beskrevs av Adolf Engler. Rinorea ledermannii ingår i släktet Rinorea och familjen violväxter. Inga underarter finns listade i Catalogue of Life.